# Chanchamito

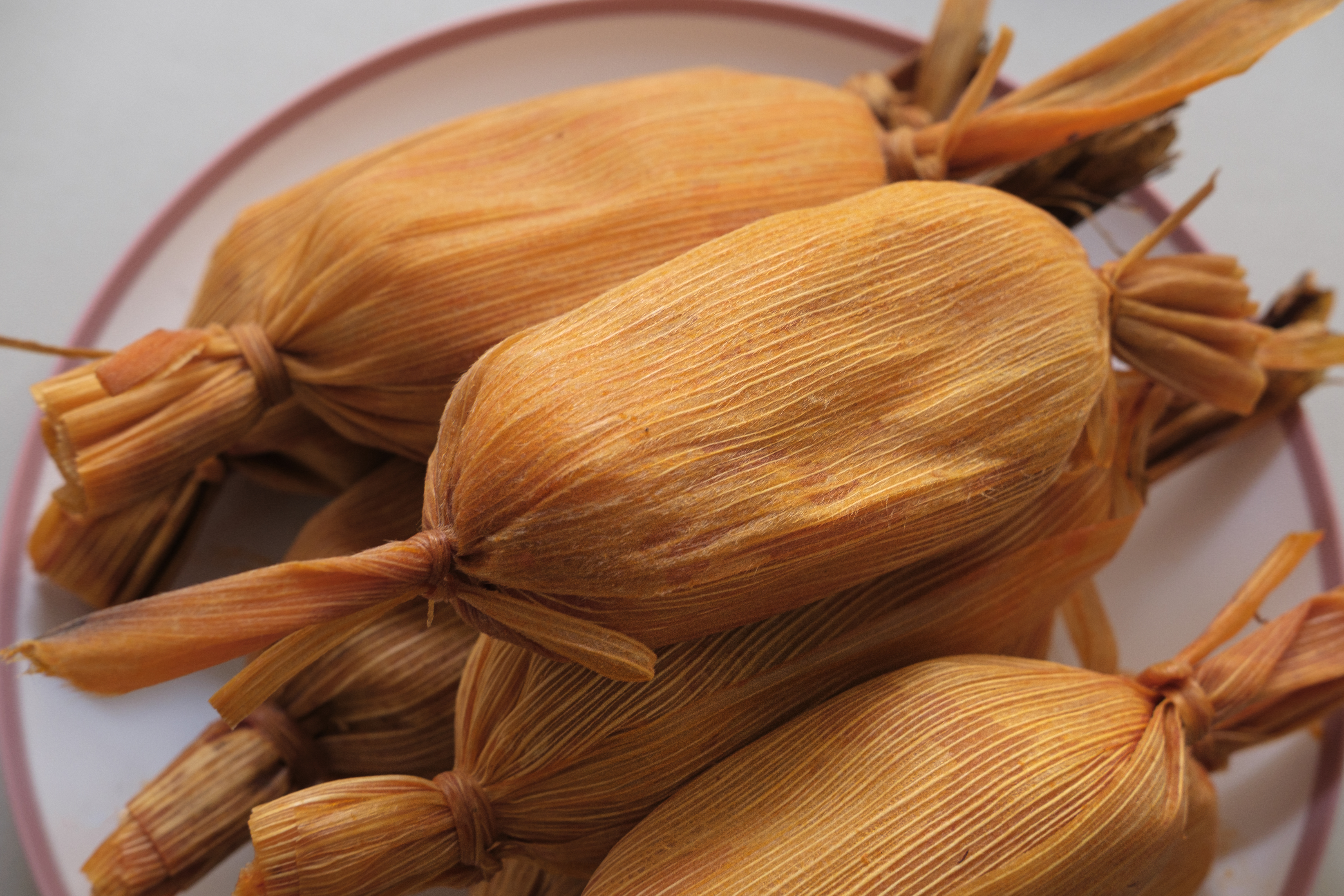
Típica presentación de los chanchamitos.

El chanchamito (del maya: chan ‘pequeño’) o tobijoloch (del maya: to'obil ‘tamal’ y del maya: holoch ‘hoja de maíz’) es un tamal de masa de maíz pequeño y de forma ovalada envuelto en hojas de maíz con nudos en ambos extremos. Generalmente la masa tiene achiote o recado rojo y van rellenos de carne de res, cerdo o pollo. Son tradicionales en el sureste de México en Veracruz, Tabasco, Campeche, Yucatán y Quintana Roo.

## Preparación
Para preparar tamales de masa cocida (conocidos también como Oaxaqueños), se cuece la carne con un poco de agua y sal; una vez cocida, se escurre y en una cazuela o sartén con manteca, se fríen un poco los trocitos de carne de puerco o pollo, posteriormente, se le añade poco a poco el tomate, la cebolla, los dientes de ajo, el pimiento y el epazote; cocinando el guiso del relleno unos minutos, se revuelve sin detenerse.
A continuación se disuelve el achiote en un poquito de caldo en que se cocinó la carne. En un recipiente hondo, se mezcla la masa con la manteca y un poco de sal, se añade el achiote disuelto; y se revuelve hasta conseguir una masa homogénea y consistente; Si hiciera falta, se agrega un poco de caldo de la cocción de la carne hasta darle a la masa la consistencia deseada.
Al mismo tiempo, se remojan las hojas de maíz, para suavizarlas un poco y hacerlas más manejables para envolver los tamales. Con las hojas rotas, se sacan los hilos o tiras con los que ataremos los tamales.

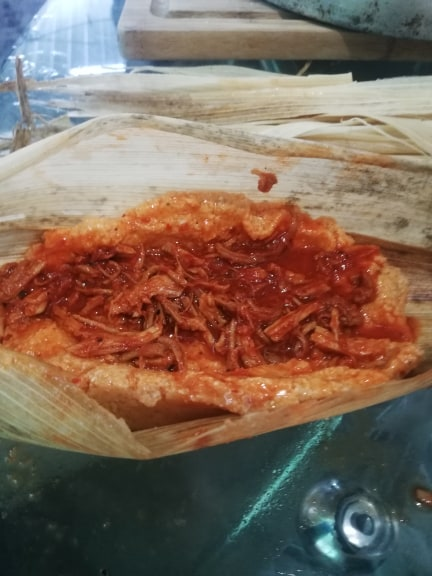
Chanchamito servido.

El siguiente paso, es la confección de los tamales. Para tal fin, con una cuchara, primero se pone un poco de masa en una hoja de maíz; a continuación se coloca en el centro de la masa un poco de guiso y se envuelve el tamal dándole forma de "bola" y se amarra con una tira de hoja de maíz. Se colocan los tamales en la vaporera y se dejan cocinar durante unos 60 minutos.
Para hacer la salsa de tomate (opcional), se licúa tomate, cebolla, chile y sal; se calienta manteca y se añade al licuado; para posteriormente dejarlo hervir. Finalmente, se sirven los "chanchamitos" acompañados con la salsa.

## Galería

Chanchamitos
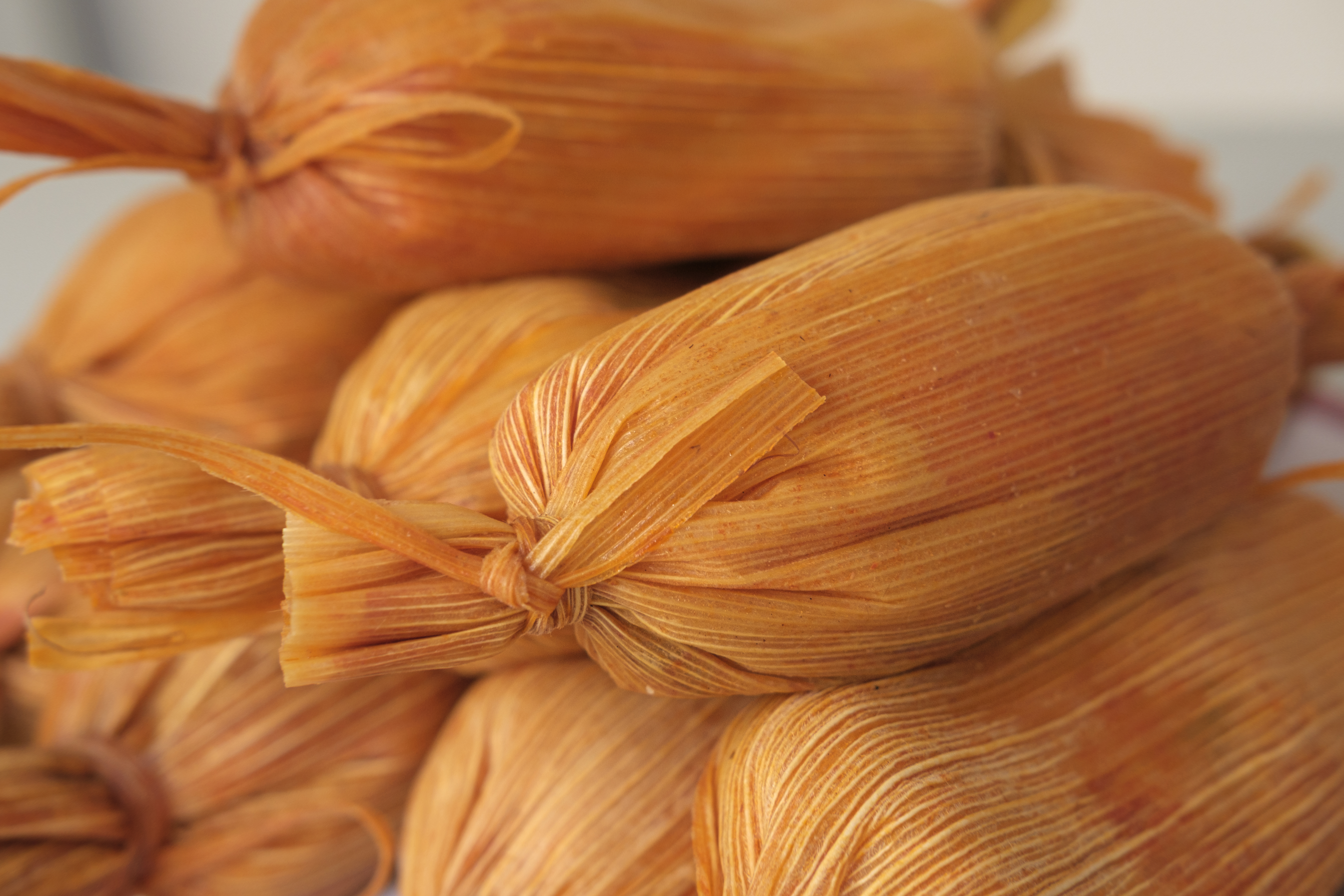
Tamales chanchamitos de Minatitlán, Veracruz
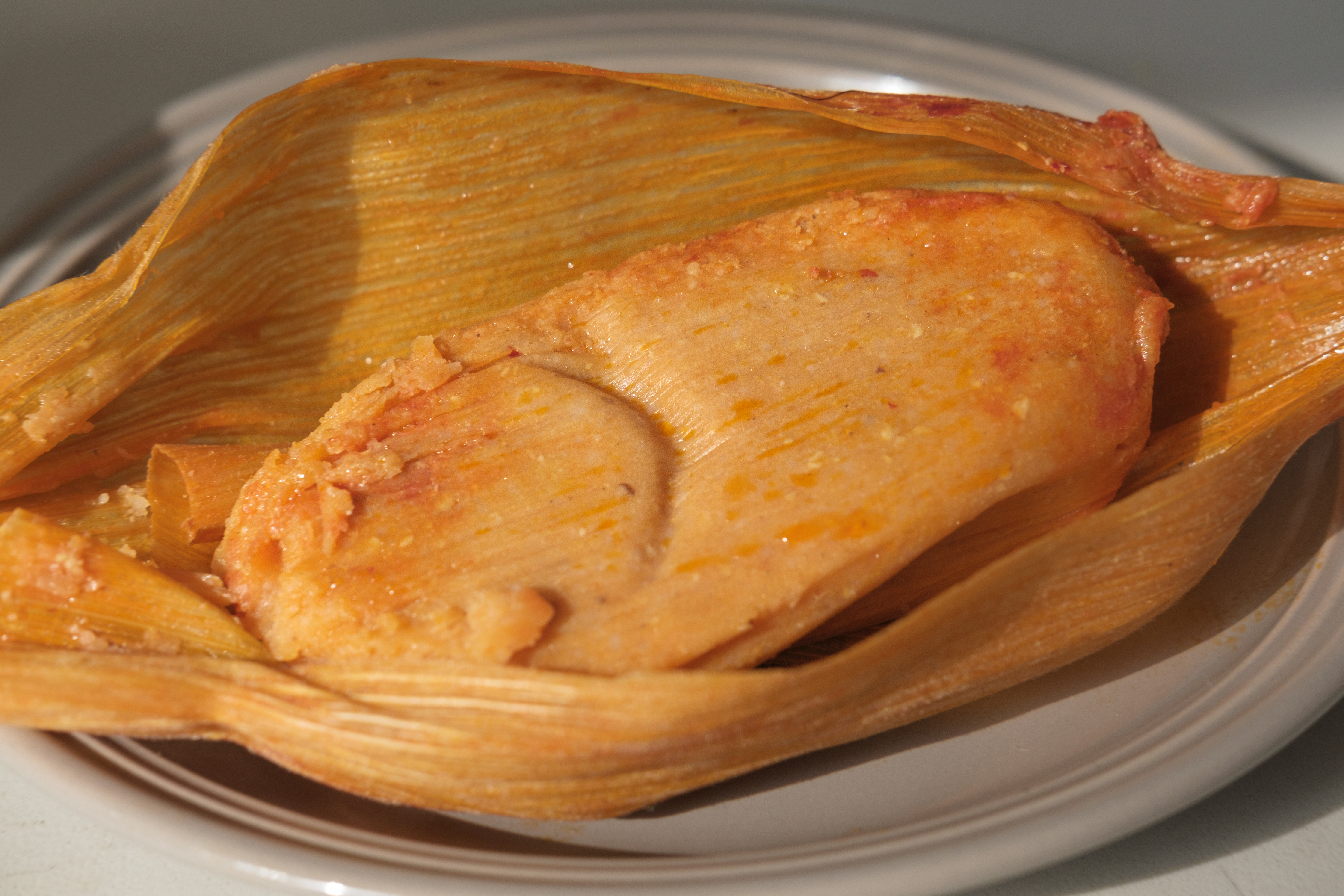
Tamales chanchamitos de Minatitlán, Veracruz
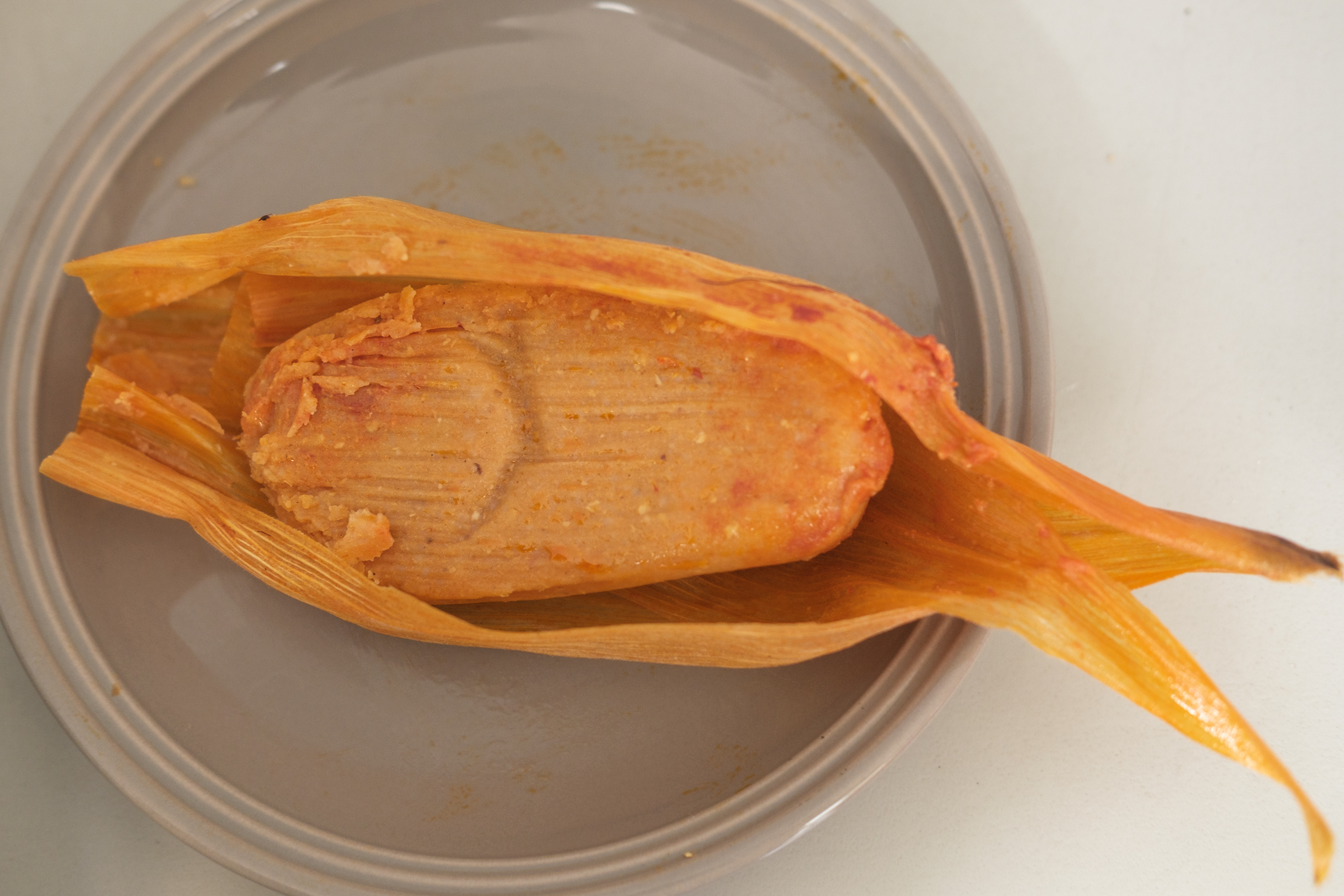
Tamales chanchamitos de Minatitlán, Veracruz
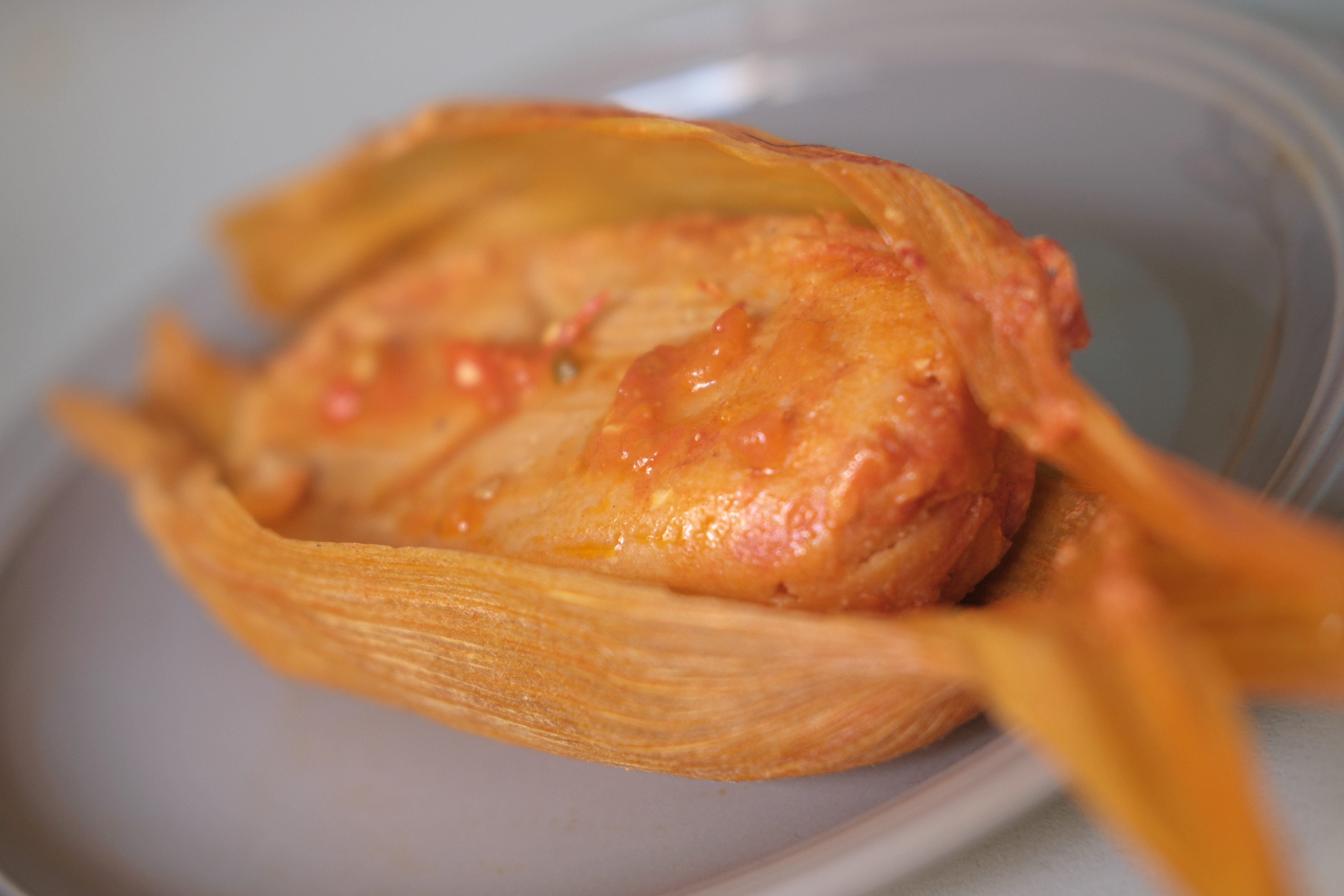
Tamales chanchamitos de Minatitlán, Veracruz